# Stereotydeus pulcher
Stereotydeus pulcher är en spindeldjursart som beskrevs av Strandtmann 1964. Stereotydeus pulcher ingår i släktet Stereotydeus och familjen Penthalodidae. Inga underarter finns listade i Catalogue of Life.